# Manta (canton)
Pour les articles homonymes, voir Manta.
Manta est un canton d'Équateur situé dans la province de Manabí.